# Černovice (district de Blansko)
Pour les articles homonymes, voir Černovice.
Černovice (en allemand : Tschernowitz, précédemment Czernowitz) est une commune du district de Blansko, dans la région de Moravie-du-Sud, en République tchèque. Sa population s'élevait à 381 habitants en 2020.

## Géographie
Černovice se trouve à 8 km à l'ouest-sud-ouest de Kunštát, à 21 km au nord-ouest de Blansko, à 35 km au nord-nord-ouest de Brno et à 158 km à l'est-sud-est de Prague.
La commune est limitée par Prosetín, Hodonín et Tasovice au nord, par Kunštát à l'est, par Bedřichov, Brumov et Osiky au sud, par Skorotice et Ujčov à l'ouest, et par Štěpánov nad Svratkou au nord-ouest.

## Histoire
La première mention écrite du village date de 1286.